# Domanda hicksiana
La domanda hicksiana, dal nome dell'economista John Hicks, o domanda compensata, in microeconomia è definibile come quella funzione (o corrispondenza) che associa ad ogni insieme di prezzi dei beni ({\displaystyle \ p_{1},\ldots ,p_{n}}) e livello di utilità u il paniere di consumo che minimizza la spesa del consumatore necessaria a raggiungere quel dato livello di utilità.   
In termini formali si ha:
{\displaystyle \ \mathbf {h} (p_{1},\ldots ,p_{n},u)={\textrm {arg}}\min _{h_{1},\ldots ,h_{n}}\sum _{i=1}^{n}p_{i}h_{i}\mid U(h_{1},\ldots ,h_{n})\geq u}
dove hi è appunto la domanda hicksiana del bene i e U(.) la funzione di utilità.
La domanda hicksiana è dunque il minimizzatore nel problema di minimizzazione della spesa, problema di minimo vincolato che rappresenta il duale di quello di massimizzazione dell'utilità individuale dato il vincolo di bilancio, il cui massimizzatore è la domanda walrasiana.

## Proprietà della domanda hicksiana
Data una funzione di utilità continua che rappresenta un sistema di preferenze localmente non soddisfatte, allora, per ogni vettore di prezzi p strettamente positivo (p > 0), la domanda hicksiana soddisfa le seguenti proprietà:
1. omogeneità di grado zero rispetto ai prezzi: {\displaystyle \ \forall \lambda \in \mathbb {R} _{+}} si ha  {\displaystyle \ \mathbf {h} (\lambda \mathbf {p} ,u)=\ \mathbf {h} (\mathbf {p} ,u)};
2. nessun eccesso di utilità: {\displaystyle \ U(\mathbf {h} (\mathbf {p} ,u))=u\ };
3. convessità/unicità: se il sistema di preferenze è convesso, h(p,u) è un insieme convesso; se il sistema di preferenze è strettamente convesso, h(p,u) è unico e la domanda hicksiana è una funzione.[1]